# Lagetemperatuurfysica

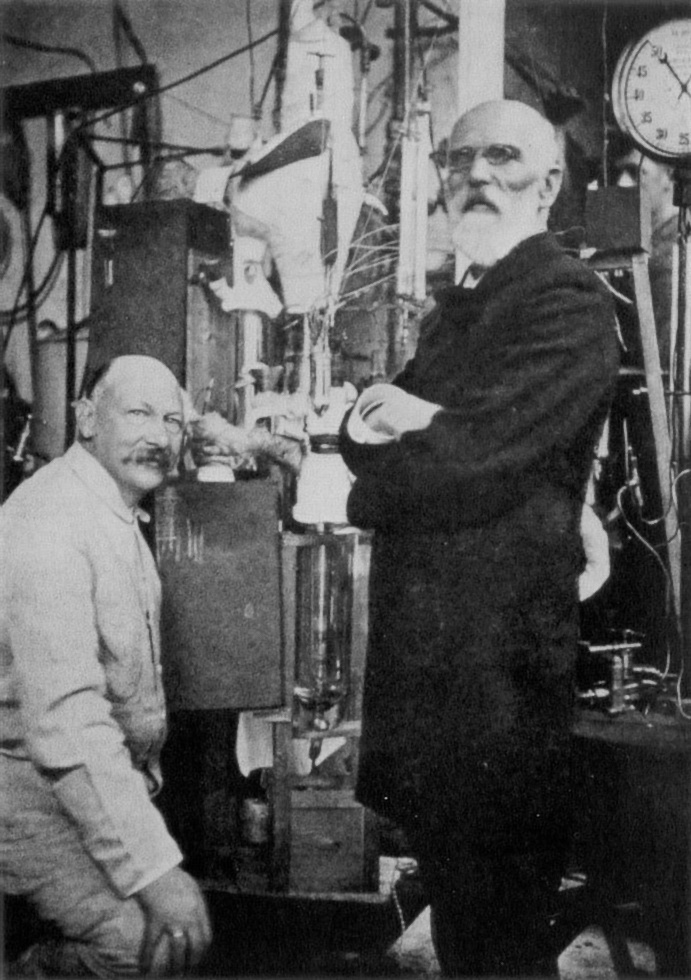
H Kamerlingh Onnes en JD van der Waals

Lagetemperatuurfysica is de natuurkunde bij lage temperatuur, dus dicht bij het absolute nulpunt, dicht bij nul kelvin. De Nederlanders H. Kamerlingh Onnes en J.D. van der Waals, die aan de Universiteit Leiden werkten, waren pioniers op het gebied, de grondleggers van de lagetemperatuurfysica. 
Het belangrijke is, dat de Bose-Einsteinstatistiek en de Fermi-Diracverdeling bij lage temperatuur effecten van kwantummechanica gaan vertonen. Zo treden verschijnselen als supergeleiding en superfluïditeit op.